# David Johnson (Kameramann)
David Johnson (* 25. März 1954 in Nottingham) ist ein britischer Kameramann.
David Johnson war ab Mitte der 1970er Jahre als Kameraassistent tätig und ist seit Ende der 1980er Jahre als Kameramann aktiv. Zu seinen Arbeiten gehören Komödien, Science-Fiction-Blockbuster sowie Werbespots und Musikvideos. Für seine Kameraarbeit beim Drama Despite the Falling Snow wurde er 2016 bei den Filmfestivals in Orlando und Mailand ausgezeichnet.

## Filmografie (Auswahl)
- 1995: Othello
- 1996: Saint-Ex
- 1998: Hilary & Jackie (Hilary and Jackie)
- 1998: Basils Liebe (Basil)
- 1998: Martha trifft Frank, Daniel & Laurence (Martha, Meet Frank, Daniel and Laurence; The Very Thought of You)
- 1999: Ein perfekter Ehemann (An Ideal Husband)
- 2001: The Martins
- 2002: Resident Evil
- 2004: Alien vs. Predator
- 2007: Resident Evil: Extinction
- 2010: Wild Target – Sein schärfstes Ziel (Wild Target)
- 2013: Die Borgias (The Borgias, Fernsehserie, 2 Folgen)
- 2015–2017: Blindspot (Fernsehserie, 21 Folgen)
- 2015: 3 Generations
- 2016: Despite the Falling Snow
- 2018: Deception – Magie des Verbrechens (Deception, Fernsehserie, 6 Folgen)